# Descartestal
Descartestal är inom matematiken ett tal som är nära att vara ett perfekt tal. De är uppkallade efter René Descartes som observerade att talet D = 32 ⋅ 72 ⋅ 112 ⋅ 132 ⋅ 22021 = 198585576189 skulle vara ett udda perfekt tal om bara 22021 var ett primtal, eftersom delarsumman för D satisfierar
{\displaystyle \sigma (D)=(3^{2}+3+1)\cdot (7^{2}+7+1)\cdot (11^{2}+11+1)\cdot (13^{3}+13+1)\cdot (22021+1)\ .}
Ett Descartestal definieras som ett udda tal n = m ⋅ p där m och p är relativt prima och 2n = σ(m) ⋅ (p + 1). Det exempel som ges är det enda för närvarande kända Descartestalet.
Om m är ett udda nästan-perfekt tal, det vill säga σ(m) = 2m − 1, så är m(2m − 1) ett Descartestal.